# Delirium (album Lacuna Coil)
Delirium – ósmy album studyjny włoskiego zespołu muzycznego Lacuna Coil. Wydawnictwo ukazało się 27 maja 2016 roku nakładem wytwórni muzycznej Century Media Records. Nagrania zostały zarejestrowane pomiędzy grudniem 2015, a lutym 2016 roku w BRX Studio w Mediolanie. Płytę wyprodukował basista zespołu Marco Coti Zelati. Materiał był promowany teledyskiem do utworu tytułowego.
Album dotarł do 33. miejsca listy Billboard 200 w Stanach Zjednoczonych sprzedając się w nakładzie 13 tys. egzemplarzy w przeciągu tygodnia od dnia premiery. Płyta trafiła ponadto, m.in. na listy przebojów we Włoszech, Holandii, Hiszpanii, Niemczech i Szwajcarii. 

## Lista utworów
Opracowano na podstawie materiału źródłowego.
| Nr  | Tytuł utworu                    | Długość |
| --- | ------------------------------- | ------- |
| 1.  | „The House of Shame”            | 05:17   |
| 2.  | „Broken Things”                 | 03:59   |
| 3.  | „Delirium”                      | 03:16   |
| 4.  | „Blood, Tears, Dust”            | 03:55   |
| 5.  | „Downfall”                      | 04:21   |
| 6.  | „Take Me Home”                  | 03:45   |
| 7.  | „You Love Me 'Cause I Hate You” | 03:49   |
| 8.  | „Ghost in the Mist”             | 04:14   |
| 9.  | „My Demons”                     | 03:56   |
| 10. | „Claustrophobia”                | 04:07   |
| 11. | „Ultima Ratio”                  | 04:08   |
|     |                                 | 44:47   |

## Twórcy
Opracowano na podstawie materiału źródłowego.
| Zespół Lacuna Coil w składzie - Marco Coti Zelati – gitara basowa, gitara elektryczna, instrumenty klawiszowe, produkcja, oprawa graficzna - Cristina Scabbia, Andrea Ferro – wokal prowadzący - Ryan Folden – perkusja, instrumenty perkusyjne |  | Dodatkowi muzycy - Alessandro La Porta – gitara (10) - Marco Barusso – gitara (1) - Diego Cavallotti – gitara (11) - Myles Kennedy – gitara (5) - Mark Vollelunga – gitara (4) |  | Inni - Alessandro "T-One" Olgiati – zdjęcia - Marco Barusso – inżynieria dźwięku, miksowanie - Dario Valentini – inżynieria dźwięku - Marco D'Agostino – mastering |